# 何家壩遺址
何家壩遺址位於四川省攀枝花市米易縣掛榜鄉，文物遺址年代判定為新石器。2002年12月27日公佈為四川省第六批省級文物保護單位。